# Pierz
Pierz é uma cidade localizada no estado americano de Minnesota, no Condado de Morrison.

## Demografia
Segundo o censo americano de 2000, a sua população era de 1277 habitantes.
Em 2006, foi estimada uma população de 1307, um aumento de 30 (2.3%).

## Geografia
De acordo com o United States Census Bureau tem uma área de 3,5 km², dos quais 3,5 km² cobertos por terra e 0,0 km² cobertos por água. Pierz localiza-se a aproximadamente 373 m acima do nível do mar.

## Localidades na vizinhança
O diagrama seguinte representa as localidades num raio de 20 km ao redor de Pierz.